# Bobby & Co.
Bobby & Co. was een provinciaal warenhuis dat voornamelijk gevestigd was in badplaatsen aan de zuidkust van Engeland. Het bedrijf was actief van 1887 tot 1972.

## Geschiedenis

### Vroege geschiedenis
In 1887 kocht Frederick James Bobby (1860-1941) een gevestigde stoffenwinkel in Margate, Kent, gelegen op de hoek van High Street en Queen Street. Het bedrijf groeide uit met meerdere naastgelegen panden. In 1900 werd het bedrijf ingeschreven en begon de expansie, waarbij winkels werden geopend in speciaal geselecteerde steden, voornamelijk badplaatsen. Er werden winkels geopend in Leamington Spa (1905), Folkestone (voorheen C.J. Saunders; gekocht in 1906), Eastbourne (voorheen Atkinson & Co., handelend onder de naam Strange & Atkinson; gekocht in 1910), Torquay (voorheen Robert Thomas Knight; uitgebreid in 1921 met de aankoop van Iredales), Cliftonville, Bournemouth (geopend in 1915 op de locatie van Hugh King; later uitgebreid), Exeter (voorheen Green & Son, overgenomen in 1922) en Southport.
In de jaren 1920 had het bedrijf de kunstenaar F Gregory Brown in dienst om een aantal reclameposters te ontwerpen, die door Bobby's eigen drukkerij werden gedrukt en op treinstations werden opgehangen. Brown was tegelijkertijd ook in dienst bij warenhuis  Derry & Toms uit Kensington.

### Periode 1927-1972
Frederick Bobby trok zich in 1927 terug uit het bedrijf en verkocht zijn aandelen aan een recent gevormd detailhandelsconglomeraat, de Drapery Trust (later Debenhams). De Bobby & Co.-groep werd geleid als een aparte divisie binnen het conglomeraat door de zoon van Frederick Bobby. Het bedrijf kreeg financiële middelen om verder uit te breiden in 1928 met het warenhuis van John Cordeux & Son in Bristol, dat werd omgedoopt tot Bobby & Co. Het warenhuis in Margate werd in 1937 gerenoveerd. Tegen die tijd was de Bobby & Co.-divisie uitgebreid met Dusts of Tunbridge Wells, Handleys of Southsea, Haymans of Totnes, Hills of Hove, Hubbards of Worthing, Simes of Worcester, Taylors of Bristol en Wellsteeds of Reading.
Begin jaren zeventig nam de raad van bestuur van Debenhams het besluit om kostenbeparingen door te voeren en de meerderheid van hun warenhuizen onder het merk Debenhams te brengen. De winkels in Margate en Cliftonville werden in 1972 gesloten, terwijl alle andere winkels die handelden onder de naam Bobby's werden omgedoopt tot Debenhams.

### Periode vanaf 2021
In september 2021 werd de voormalige winkel in Bournemouth, na de ineenstorting van Debenhams, heropend onder de naam Bobby's/Bobby & Co. als een onafhankelijk conceptwarenhuis met lokale onafhankelijke detailhandelaars.